# Kodakara-jima
Kodakara-jima (jap. 小宝島) – wyspa wulkaniczna w północnej części archipelagu Tokara (Tokara-rettō), stanowiącego część archipelagu Nansei (Nansei-shotō). Wyspa jest położona około 16 kilometrów na północny wschód od Takara-jima. Grupa należy administracyjnie do prefektury Kagoshima, w Japonii.